# 门科芬
门科芬是德国巴伐利亚州的一个市镇。总面积84.75平方公里，总人口5769人，其中男性2928人，女性2841人（2011年12月31日），人口密度68人/平方公里。